# Västkustbjörnbär
Västkustbjörnbär (Rubus norvegicus) är en rosväxtart som beskrevs av Heinrich E. Weber och A. Pedersen. Enligt Catalogue of Life ingår Västkustbjörnbär i släktet rubusar och familjen rosväxter, men enligt Dyntaxa är tillhörigheten istället släktet rubusar och familjen rosväxter. Artens livsmiljö är jordbrukslandskap. Inga underarter finns listade i Catalogue of Life.